# История Кишинёва
История Кишинёва — столицы Республики Молдова.

## Молдавское княжество (1436—1812)
Впервые в исторических документах Кишинёв упоминается 17 июля 1436 года в грамоте воевод Молдавии Ильи и Стефана логофету Оанче, главе господарской канцелярии, в которой уточняются границы земли у реки Реут, жалованной ему за верную службу. Там же упоминается и Кишинёв:

«…и близь Быку, по тои сторонѣ, на долину што падает(ь) против(ь) Акбашева Кешенева, ѹ Кръници, где ест(ь) Татарскаѧ Селища, против(ь) лѣска. (…) А пѵстынѧмъ хотаръ, колко ѹзмогуть ѡживати таѧ села, що ѡсадит(ь), досыт(ь)».

Указанный текст говорит скорее в пользу того, что «Кешенев» — скорее не населённый пункт, а мавзолей. Действительно, текст приводит не название села, а только ориентиры на местности. К тому же определение хотара — «сколько сможет заселить» — указывает, что окружающая местность ещё не была поделена между владельцами.
На вершине этого холма ныне располагается Покровская (Мазаракиевская) церковь, а родник, возможно, давший имя городу, — «фонтан» — использовался в качестве источника питьевой воды до 1935 года.
В следующий раз Кишинёв упоминается в 1466 году в жалованной грамоте молдавского господаря Штефана Великого своему дяде, боярину Влайкулу, на право владения селищем Кишинёв у колодца Албишоара, которое он купил у Тоадера, сына Фёдора, и его брата за 120 татарских серебряных монет, вместе с водяной мельницей. Поскольку здесь речь уже явно идёт о населённом пункте, именно эта дата считалась первым упоминанием Кишинёва в советской историографии. Более 100 лет потомки Влайкула владели этими местами.
Эвлия Челеби, посетивший Кишинёв проездом в середине XVII века, описывает его так:

«И этот городок является боярством, обязанным платить налог. Он находится на берегу реки Днестр и очень благоустроен. Кварталы его очень красивы. Там имеется семнадцать церквей, но монастырей нет. В то же время лавок много. Все дома крыты тростником. Дома населенных пунктов в этой области в большинстве случаев также крыты тростником…»

В условиях османского ига, установившегося в Молдавии в середине XVI века, постоянных набегов турок и крымских татар, роста поборов экономическое развитие города шло замедленными темпами, а страна в XVII — начале XVIII веков переживала упадок. Вначале боярская вотчина, а затем с 1641 года — вотчина монастырей румынского города Яссы, Кишинёв неоднократно разрушался.
В XVII веке Кишинёв представлял собой не большое поселение, которое после разорения татарами перестало существовать. Его жители переселились на земли помещика Рышкану, и назвали свое поселение Рышкою (ныне Рышкановка). В начале XVIII века жители возвращаются на покинутые ранее земли, и возобновляют Кишинёв. В это же время в Кишинёве селятся армяне торговавшие с турками и татарами. Город становится торговым центром и начинает быстро разрастаться
В старину вокруг Кишинёва размещались сёла Боюканы, Мунчешты, Вистерничены, Хруска, Вовинцены, постепенно присоединившиеся к городу. Во время русско-турецких войн город дважды, в 1739 и 1788 годах, сжигался отступающими турками.
В 1800—1810 гг. Кишинёв располагался примерно по периметру нынешних улиц Петру Рареш, Антон Панн, Армянская, Александру чел Бун (не достигая её) и реки Бык. Район современного железнодорожного вокзала, недалеко от которого находилась т. н. «Каушанская рогатка», находился в то время за пределами Кишинёва.
Сохранились два здания XVIII века: Церковь Покрова Божьей Матери (Мазаракиевская церковь), построенная в 1752 году на деньги казначея (сердара) Василия Мазаракия, и церковь Святых Константина и Елены, построенная в 1777 году. Обе церкви построены в старомолдавском стиле — трёхлепестковый план и так называемый «молдавский свод» — два яруса арок, поддерживающих барабан с куполом.
Возможно также, что болгарская церковь Святого Георгия в 1818 году была перестроена на основе ранее существовавшей старой церкви того же имени.

## Бессарабская губерния (1812—1918)
В результате серии русско-турецких войн территория междуречий Днестра, Прута и Дуная в 1812 году отходит к России и получает название Бессарабия. Кишинёв, принадлежавший в то время монастырю св. Гроба, получает официальный статус города в 1818 году (первый примар — городской голова — Ангел Ноур) и становится центром Бессарабской области, а с 1873 года — центром Бессарабской губернии.
Существуют сведения, что центром области Кишинёв стал благодаря взятке, данной армянскими купцами русской администрации, опередив Бендеры, несмотря на противодействие первого губернатора области А. Н. Бахметьева. Немалую роль в столичном статусе также сыграл тогдашний митрополит Гавриил (Бэнулеску-Бодони), создавший на бывших монастырских землях центр новой, Бессарабской, епархии. С этого времени город начал быстро развиваться. Для привлечения сюда купцов и других лиц жителям были дарованы различные льготы.
Первая сохранившаяся схема Кишинёва относится к 1813 году. Составленная инженером Михаилом Озмидовым, она свидетельствует о том, что город в начале XIX века представлял собой скопище грязных глинобитных домиков с камышовыми крышами, без чётко определившихся кварталов и улиц. До наших дней дошёл лишь фрагмент её, включавший в себя будущие улицы Губернская (ныне Пушкина), Киевская (ныне 31 Августа 1989 г.), Семинарская (впоследствии Гоголя, ныне Митрополит Гавриил Бэнулеску-Бодони) и другие. Центральной в плане Озмидова значилась улица Московская, известная жителям в XVIII веке как дорога, проходившая недалеко от окраин города. В её окрестностях в 1789 году находился русский военный лагерь. Река Бык во многих местах была перегорожена плотинами с мельницами и механизмами для переработки шкур и выделки кожи. Над рекой и жилой частью города вились тучи комаров и мух. Река постоянно разливалась. Почти не просыхающие лужи и болота были следствием весенних паводков и осенних дождей.
Плановая застройка города началась в 1818 году согласно плану Озмидова. Застройка велась преимущественно западнее старого города на склоне, возвышающемся над застроенной болотистой долиной. Новый район получил название верхнего города. Здесь появились первые прямые и широкие улицы: Золотая (ныне ул. Александру чел Бун), Каушанская (Колумна), Московская (Штефан чел Маре). В центре города развернулось строительство крупных зданий: митрополии (1814 год, на месте нынешнего Дома правительства), духовной семинарии, частных домов бояр Варфоломея, Катаржи, Донича, некоторых крупных чиновников и купцов. Были предприняты первые шаги по благоустройству. Тогда же в центральной части города «для недопущения в городской сад коров, коз и другой живности местных обывателей» огораживается плетнём парк — ныне городской парк Штефана чел Маре. Постоянная чугунная ограда по проекту архитектора Бернардацци установлена в 1863-67 годах.
В начале XIX века Кишинёв становится одним из центров подготовки восстания на Балканах греческих революционеров под руководством А. Ипсиланти против турецкого владычества.
В 1813 году была открыта духовная семинария, а в 1833 — областная гимназия.
В 1815 году на деньги помещицы Елены Мэнэсэряса построен православный храм Всех Святых на территории Армянского кладбища. Перестроенный в конце XIX века по проекту А. Бернардацци, это единственный кишинёвский храм, не прерывавший службы ни на один день в годы СССР.
С сентября 1820 по июль 1823 года в Кишинёве жил высланный из Петербурга А. С. Пушкин. Здесь он сблизился с молдавскими писателями К. Стамати и К. Негруцци и с декабристами (М. Ф. Орловым, В. Ф. Раевским, К. А. Охотниковым, П. С. Пущиным и др.), входившими в местную «управу» «Союза Благоденствия».
В 1825 году открыт Новый базар (сейчас здесь располагается Центральный рынок столицы). Сначала на нём продавались промышленные товары.
С 1829 по 1834 гг. в Кишинёве были благоустроены колодцы, обеспечивающие водой большую часть населения. На средства Городской думы в районе Мазаракиевской церкви был оборудован источник, из которого город снабжался питьевой водой, долгое время развозившейся по городу в бочках на лошадях.
В 1834 год правительством был утверждён генеральный план развития Кишинёва (авторы — Эйтнер и Гленинг), по которому город развивался до 1949 года. Был определён центр города, его главная площадь, центральный парк (ныне Сквер Кафедрального собора). Прямоугольная и чёткая сетка широких улиц соответствовала градостроительной практике застройки южных городов России. В старом городе предпринимались попытки спланировать улицы и кварталы: некоторые дома сносились, улицы выравнивались.
В 1830-х годах Кишинёв — центр Бессарабской Епархии — становится местом строительства кафедрального Собора. Ансамбль был возведён по проекту архитектора Абраама Мельникова в стиле позднего русского классицизма и первоначально состоял из Кафедрального Собора Рождества Христова и Колокольни, это были крупнейшие сооружения того времени, на долгое время ставшие доминантой города, вокруг которых на 9 гектарах был разбит Соборный Парк. Работы по созданию Собора начались 26 мая 1830 года. Освящение Собора и Колокольни состоялось 13 октября 1836 года. Ансамбль пострадал во время войны от бомбардировки в июне 1941 года. К 1956 году он был полностью восстановлен и возведён в ранг памятника архитектуры. В ночь с 22 на 23 декабря 1962 года была взорвана и разобрана Колокольня — центральное звено Соборного ансамбля. Кафедральный Собор был преобразован в выставочный зал. На месте колокольни позже был построен бассейн. Собор заново освящён в 1996 году, с 1995 по 1998 год была восстановлена колокольня.
В 1833 году построена немецкая лютеранская церковь св. Николая. Сейчас на её месте — Президентский дворец (построен в 1990 году как здание Верховного Совета МССР).
В 1840 году на центральной площади (тогда — при въезде в Соборный Парк, напротив Серафимовского Епархиального дома) в честь побед русской армии над турками была установлена Триумфальная арка по идее новороссийского генерал-губернатора Воронцова (1812 г.) и проекту архитектора И. Заушкевича. Арка предназначалась для установки 400-пудового колокола, отлитого из трофейных пушек Измаильской крепости. Архитектурное сооружение из тёсаного белого камня, квадратное в плане, высотой 13 метров, разделено на два яруса. Нижний имеет сквозные прямоугольные проёмы в двух направлениях и 4 пилона с коринфскими колоннами на пьедесталах, сложно декорированным фризом и развитым карнизом. Верхний аттиковый ярус обработан лопатками и завершён карнизом, со стороны площади встроены часы, соединённые с колоколами — большим и малым, которые каждые 15 минут отбивают кишинёвское время.
В 1855 году открыт Ильинский базар, где можно было торговать продуктами. Базар существовал до 1970 года. Сейчас здесь находятся корпуса Экономической Академии, улица Космонавтов и гостиница «Заря».
1856 год — на деньги купца Феодора Чуфли строится церковь св. Феодора Тирона. С 1962 по 2000 год — кафедральный собор кишинёвского епископа, а ныне — Феодоро-Тиронский женский монастырь (единственный монастырь в Кишинёве).
В 1862 году приступили к мощению улиц.
В 1871 году были построены основные сооружения железнодорожного вокзала, а в августе того же года было открыто сообщение по Тираспольско-Кишинёвскому участку железной дороги, положившее начало существованию железных дорог в Молдавии. Уникальное трёхэтажное здание вокзала, поражавшее современников законченностью форм и изяществом было полностью разрушено во время Второй мировой войны.
12 апреля 1877 года в Кишинёве император Александр II зачитал перед русскими воинами, болгарскими ополченцами и молдавскими волонтёрами манифест об объявлении Россией войны Порте; этот день стал началом последней русско—турецкой войны, которая завершилась победой России и образованием Болгарского государства. Состоялся парад войск перед их отправкой на Балканы. В честь этого события и была сооружена часовня.
1880 год — открыт первый в Бессарабии музей. Назывался он «Музей Понта Скифского». Ныне не существует.
4 октября 1881 года, в Кишинёве, на углу улиц Измаильской и Киевской, «для приготовления следующих ремесленников-практиков» было открыто Александровское ремесленное училище.
В 1885 году, на деньги горожане собрали по подписному листу 1000 рублей золотом. На эти деньги был установлен памятник А. С. Пушкину работы скульптора А. М. Опекушина. Кишинёв стал вторым городом в Российской империи после Москвы, где был установлен памятник великому поэту. Из 24 поступивших вариантов текста на постаменте жюри выбрало следующую: «Здесь, лирой северной пустыни оглашая, скитался я… 1820, 1821, 1822, 1823».
В 1892 году постройкой двух водонапорных башен было положено начало городскому водопроводу. В 1905 году строится первый артезианский колодец кишинёвского водопровода. Его глубина — 131,5 метра. В 1923 году на карте города появляется ещё один артезианский колодец, на этот раз глубиной 70,29 метра. Впоследствии (в 1934 году) его глубина была увеличена до 123 метров. Оба артезианских колодца располагались в долине реки Бык, на правом берегу, во дворе водозавода, на 43 и 45 метрах над уровнем моря.
6—7 апреля 1903 года произошёл Кишинёвский погром, в результате которого были убиты 49 евреев, множество ранено, 700 домов сожжено и разграблено. 19—20 октября 1905 года — антицарские выступления обернулись вторым погромом, в ходе которого погибло 19 евреев.
В 1910 году в Кишинёве было около 10 тысяч домов (всего 4 трёхэтажных дома), 142 улицы и переулка, 12 площадей, 5 садов и скверов. В пятом томе 12-томной энциклопедии Маврикия Вольфа «Живописная Россия» под редакцией Семенова-Тян-Шанского, вышедшей в конце XIX века, о Кишинёве сказано буквально следующее: «Если о большинстве губернских городов обыкновенно говорят, что в них 3-4 улицы напоминают город, все остальные улицы представляют деревню, то о Кишинёве можно сказать, что 3-4 его улицы напоминают Европу, весь же остальной город — Азию».
В 1913 году строится Хоральная Синагога при городской Талмуд-Торе (общинной еврейской школе) — монументальное здание с жестяным покрытием, общей площадью 1350 квадратных метров, с богатыми декором фасадами, арками и карнизами. Ныне в этом здании располагается Русский драматический театр им. А. П. Чехова.
В начале XX века было создано несколько металлообрабатывающих предприятий (заводы Сербова, Ланге и Мокану и др.). Развитию промышленности способствовало проведение железных дорог, связавших город с Дунайско-Черноморскими портами, с Западной Европой и центральными областями России.

### Городское управление
В 1818 году была избрана городская дума Кишинёва, состоявшая из пяти представителей различных национальностей: молдаванина, русского, болгарина, грека и еврея. В том же году был избран первый примар — молдавский капитан Ангел Ноур. С 1819 года для решения административно-судебных вопросов был создан магистрат, возглавляемый бургомистром и двумя ратманами. Первым бургомистром стал Ставру Диму. Магистрат просуществовал до 1866 года.
| Годы      | Примар                        | Бургомистр          |
| --------- | ----------------------------- | ------------------- |
| 1817—1819 | Ангел Ноур                    |                     |
| 1819—1821 |                               | Ставру Диму         |
| 1821—1825 |                               |                     |
| 1825—1830 | Дим. Ловчинский               |                     |
| 1831—1833 | Ставру Диму                   | Иоанн Гладилин      |
| 1834—1836 | Д. Ловчинский                 | Константин Марабути |
| 1837—1839 | Пан. Сынадино (Pan. Synadino) | Иаков Никопол       |
| 1840—1842 | Пан. Сынадино                 | Константин Марабути |
| 1843—1845 | Д. Ловчинский                 |                     |
| 1846—1848 | Дим. Дурдуфи                  | Константин Марабути |
| 1849—1854 | Дим. Минку                    |                     |
| 1855—1858 | Ангел Николау                 | Артемий Захарин     |
| 1858—1860 | Дим. Минку                    | Артемий Захарин     |
| 1861—1866 | Дим. Минку                    | Константин Марабути |
| 1867—1869 | Адам Крижановский             |                     |
| 1870—1871 | Павел Христ. Гумалик          |                     |

### Развитие революционного движения
В 1870-х гг. возникло народническое движение: кружок, возглавляемый Николае Зубку-Кодряну. Этот кружок вёл социалистическую пропаганду среди учащейся молодёжи. В середине 1878 года начинает работу кружок во главе с Ф. Кодряну и И. Урсу. В 1880 году создан первый революционный рабочий кружок во главе с Ф. Н. Денишем, связанный с революционными организациями Одессы, Киева, Петербурга.
Рабочее движение зародилось в 1890-е гг. В 1896 году возник социал-демократический кружок, в 1900 году — Кишинёвская социал-демократическая группа, являвшаяся составной частью РСДРП. По инициативе В. И. Ленина в Кишинёве была создана подпольная типография газеты «Искра» (апрель 1901 — март 1902). В декабре 1902 в Кишинёве образовался комитет РСДРП. Во время Революции 1905—1907 годов в России в Кишинёве проходили демонстрации и политические стачки (21-22 августа, 17 октября 1905 и др.). Большое значение для развития революции в Молдавии имела конференция в Кишинёве большевистских организаций Румынского фронта 28-30 ноября (11-13 декабря) 1917 года. В начале декабря в Кишинёве создана самостоятельная большевистская организация. Советская власть в Кишинёве установлена 1 (14) января 1918. Активными участниками борьбы за установление Советской власти были Е. М. Венедиктов, И. И. Гаркавый, И. П. Годунов, Г. И. Котовский, Я. Д. Мелешин, И. Э. Якир и многие другие.

## В составе Румынии (1918—1940)
После октябрьской революции 1917 года 21 ноября начал свою деятельность «Сфатул Цэрий» (Совет края), который 2 декабря провозгласил создание Молдавской Демократической Республики. 28 декабря 1917 года на заседании Сфатул Цэрий в Крестьянской фракции П. Ерхан поставил на голосование вопрос о необходимости ввода румынских войск «для борьбы с анархией, охраны продовольственных складов, железных дорог и заключения иностранного займа». Это предложение было принято большинством голосов (38).
8 января румынские войска начали наступление на северные и южные районы Молдавской Демократической Республики. В ответ на это Бельцкий уездный совет крестьянских депутатов создал Революционный штаб по охране Бессарабии и красногвардейский отряд. Также был создан Революционный Комитет спасения Молдавской республики, состоявший из представителей Советов Кишинёва, Бендер, Тирасполя и Молдавского солдатского комитета полуострова Крым. Но силы были неравные и после нескольких дней кровопролитных боёв революционный штаб покинул Кишинёв и 13 января его заняли румынские войска. 15 января Сфатул Цэрий по инициативе И. Инкулеца провёл торжественное заседание в честь приёма румынского генерала Е. Броштяну.
В Кишинёве же начал работу Губернский крестьянский съезд, однако он был разогнан, а члены президиума — молдаване В. Рудьев, Которос, Прахницкий, И. Панцырь и украинец П. Чумаченко — были обвинены в антирумынизме и расстреляны по приказу коменданта Кишинёва Мовилэ.
27 марта 1918 года Сфатул Цэрий проголосовал за присоединение Бессарабии к Румынии и Кишинёв вошёл в её состав.
На заседании 25—26 ноября 1918 года при отсутствии кворума 36-ю голосами было принято решение о безусловном присоединении Бессарабии к Румынии, ликвидировавшее все условия акта от 27 марта 1918 года. Вскоре после принятия этого решения Сфатул Цэрий прекратил своё существование. Значительная часть депутатов выразила протест по этому поводу и даже направила меморандум румынскому правительству с требованиями восстановить автономию согласно акту от 28 марта, но их претензии не были приняты во внимание.
1 января 1919 года в Кишинёве была создана Муниципальная Консерватория. В 1927 году — открыт Теологический факультет. В 1928 году на месте разрушенного в 1918 году памятника российскому императору Александру II по проекту скульптора А. Пламадялэ у главного входа в городской парк установлен памятник Штефану чел Маре. В 1934 году был открыт филиал Румынского Института социальных наук, в 1939 году — муниципальная пинакотека.
В эти годы численность населения города не увеличивается, и в июне 1940 года Кишинёв насчитывает 110 тысяч человек. Жители Кишинёва под руководством подпольной городской коммунистической организации, возглавляемой П. Ткаченко, К. Сырбу, И. Фуртунэ и др., вели упорную борьбу против румынских властей за воссоединение с Советским Союзом.

### Образование
В Кишинёве работало 4 мужских и 3 женских лицея, 4 средних школы, 4 общеобразовательных школы и 38 начальных школ.
| Лицей                                | Учащиеся |
| ------------------------------------ | -------- |
| Мужской лицей № 1                    | 575      |
| Мужской лицей № 2                    | 493      |
| Мужской лицей № 3                    | 483      |
| Мужской реальный лицей               | 370      |
| Женский лицей «Regina Maria»         | 412      |
| Женский лицей «Princ. Dadiani»       | 318      |
| Епархиальная школа (лицейский отдел) | ?        |
| Всего                                | 3275     |

| Школа                     | Учащиеся |
| ------------------------- | -------- |
| Мужская средняя школа № 1 | 227      |
| Мужская средняя школа № 2 | 185      |
| Женская средняя школа     | 130      |
| Еврейская средняя школа   | 90       |
| Всего                     | 632      |

| Школа                                       | Учащиеся |
| ------------------------------------------- | -------- |
| Мужская общеобразоват. школа                | 233      |
| Женская общеобразоват. школа                | 378      |
| Общеобразоват. отдел при епархиальной школе | 129      |
| Школа-садик для детей                       | 133      |
| Всего                                       | 863      |

| Школы                           | Учащиеся |
| ------------------------------- | -------- |
| 14 начальных школ для мальчиков | 2932     |
| 15 начальных школ для девочек   | 3265     |
| 9 смешанных начальных школ      | 1157     |
| Всего                           | 7357     |

## Молдавская ССР (1940—1991)
28 июня 1940 года советские войска вошли в Кишинёв, а 2 августа этого года была сформирована Молдавская Советская Социалистическая Республика со столицей в Кишинёве. В 1940 году состоялось торжественное открытие Государственной Филармонии, 23 августа 1940 года — был создан Педагогический Университет (ныне Педагогический Университет имени И. Крянгэ), в ноябре 1940 года был открыт Государственный Музей Изобразительных Искусств.
Кишинёв сильно пострадал от землетрясения в 1940 году. Серафимовский Дом (здание епархии) в самом центре города был полностью разрушен.

### Война
С первых часов войны 22 июня 1941 Кишинёв стал прифронтовым городом, на рассвете он подвергся авиационной бомбардировке и вскоре был занят румынскими войсками. 16 июля 1941 года румынский флаг был водружён над куполом Кафедрального Собора. 18 августа 1941 король Румынии Михай и маршал Ион Антонеску осматривали Кишинёв.
17 июля подразделение эйнзацгруппен «Д» и часть румынской жандармерии уничтожили около 14 тысяч мужчин — евреев. 1 августа были отобраны якобы для отправки на работы 450 молодых людей и девушек; 411 из них были расстреляны через несколько дней; позднее под тем же предлогом было собрано 500 человек, 300 из них расстреляно.
25 июля румынский комендант Кишинёва отдал приказ о создании гетто. Евреям были даны два дня на переселение. Согласно румынским источникам, 11 августа в гетто было заключено 10 578 человек. К середине сентября 1941 года численность узников гетто увеличилась до 11 525 человек. В гетто были направлены евреи из окружавших Кишинёв сёл. С 5 августа евреи города были обязаны носить шестиконечную звезду в качестве отличительного знака.
В конце июля 1941 румынские оккупационные власти создали еврейский комитет, в составе 22 «интеллектуальных евреев». Комитет организовал суповые кухни, которые отпускали около 200 обедов в день. 11 сентября был открыт детский дом для 28 сирот. В октябре 1941 года после расстрела части узников гетто румынские власти стали осуществлять депортацию евреев в Транснистрию. Депортация осуществлялась путём так называемых «маршей смерти» — пеших шествий, по ходу которых расстреливались заболевшие и немощные. Из 2500 кишинёвских евреев, отправленных в концентрационный лагерь Доманевка в Одесской области, прибыло только 160 человек; остальные были расстреляны румынскими жандармами в дороге.
В ночь с 23 на 24 августа 1944 года 5-я ударная армия под командованием генерала Берзарина в ходе проведения Ясско-Кишинёвской операции перешла в наступление и к четырём часам утра овладела городом. Интенсивных боёв на территории Кишинёва не было, но в результате землетрясения и бомбардировок город был практически разрушен, а жилой фонд был утрачен на 70 %, было разрушено 174 предприятия. 24 августа в Бухаресте был совершён переворот, Антонеску был арестован, и Румыния перешла на сторону Союзников, рассчитывая на восстановление своей территории в Трансильвании.

### От Победы до распада СССР
После Второй мировой войны город начинает быстро восстанавливаться и расти. Если в 1944 году он насчитывал всего 25 тысяч жителей, то к 1950 году в нём было уже 134 тысячи человек. В Кишинёв «для восстановления и развития народного хозяйства» из различных регионов Советского Союза были направлены около полутора тысяч специалистов: инженеров, учителей, врачей. В 1945 году в Кишинёв из эвакуации целиком переехал Второй Ленинградский Медицинский институт со своей уникальной библиотекой, в которой сохранились манускрипты самого Авиценны. Активизировалась культурная жизнь страны и города.
13 августа 1945 года был создан ансамбль народного танца «Жок», который известен сегодня во всем мире.
В 1945—1947 годах утверждается генеральная схема реконструкции Кишинёва, в разработке которой участвовал архитектор Алексей Щусев. Он предусматривал восстановление старых и строительство новых домов, административных и общественных зданий, создание промышленных зон, новых магистралей, площадей и зелёных массивов. По этому плану проспект Ленина (ныне бульвар Штефан чел Маре) сохранил значение центральной магистрали и соединился через бульвары Негруцци и Гагарина с привокзальной площадью. Основными районами новой застройки, кроме Центра должны были стать Рышкановка, Ботаника, Буюканы. От центра города к первому новому жилому району Рышкановка вместо старых и разрушенных войной домов прокладывалась широкая магистраль — Проспект Молодёжи (ныне бульвар Ренаштерий). Предусматривалось создание зон отдыха, а также кольца зелёных насаждений вокруг города.
При консультации А. Щусева по проекту архитектора Л. Чуприна в 1948 году было построено нынешнее здание вокзала. Вокзал находится в долине реки Бык, которая во время ливней, подобных тропическим, в 1948 году разлилась так, что первый этаж вокзала оказался по колено в воде.
1945 год — открыт магазин «Букинист» в центре столицы. 1 октября 1946 года создан Кишинёвский Государственный Университет. Голод в СССР 1947—1948 годов не миновал и столицу Молдавии. 6 октября 1949 года основана Академия наук Молдавской ССР (ныне — Академия наук Молдовы).
18 июня 1950 года заложен Ботанический сад АН МССР. 1951 год — заложен парк вокруг искусственно вырытого Комсомольского озера (ныне Валя Морилор). 24 января 1957 года создана киностудия «Молдова-филм». В 1957 состоялось торжественное открытие Аллеи Классиков молдавской литературы. В конце 1950-х годов в столице Молдавии начинают развиваться новые отрасли промышленности — приборо- и машиностроение, дальнейшее развитие получают лёгкая и перерабатывающие отрасли промышленности, модернизируются табачный комбинат и предприятия виноделия.
В 1960 году был создан театр «Лучафэрул», а в 1965 году открыт кинотеатр «Москова». В 1966 за «успехи, достигнутые в коммунистическом строительстве», и в связи с 500-летием Кишинёв был награждён орденом Ленина. В конце 1960-х годов в микрорайоне Ботаника на площади 145 гектаров создан парк Долина Роз.
Были открыты: Национальный Дворец — в 1974 году, Органный Зал — 15 сентября 1978, новое здание Театра оперы и балета — в 1980 году, Молдавский Госцирк — в 1982 году.
Решающим толчком в развитии города явилось постановление Совмина СССР 1971 года «О мерах по дальнейшему развитию города Кишинёва», когда городу из союзных фондов было выделено около миллиарда рублей.
В середине 1980-х годов был объявлен конкурс на лучший проект детальной планировки центра города. В 1987 году в Союзе архитекторов Молдавии состоялось общественное обсуждение выставленных на конкурс проектов. Но последующий распад Советского Союза помешал претворению в жизнь планов масштабного строительства.
С конца 1970-х годов в городе осваивается электронная промышленность. В 1981 году в Кишинёве была построена канатная дорога, но она была сдана в эксплуатацию только в 1990 году. В 1990 году в Молдавии был восстановлен институт примарства. Первым примаром Кишинёва стал Н. Костин.

## Республика Молдова (1991—наши дни)
23 мая 1991 года Парламент изменил название Молдавская Советская Социалистическая Республика на Республика Молдова. 27 августа 1991 была принята декларация независимости Республики Молдова, которая провозгласила Молдову суверенным государством со столицей в Кишинёве.
После обретения Республикой Молдова независимости, строительство в Кишинёве практически полностью приостановилось. Однако со временем начали восстанавливаться старые церкви и возводиться новые, стали строиться элитные дома с дорогостоящими квартирами и фешенебельные особняки, а также жилые дома. Была расширена Измаильская улица, построен автовокзал «Северный», реставрирован железнодорожный вокзал, построены многочисленные магазины и офисные здания. Из отрицательных сторон современного строительства можно отметить то, что активно ведётся застройка в бывших скверах и местах, где раньше были зелёные насаждения.